# Bejtar (mládežnické hnutí)

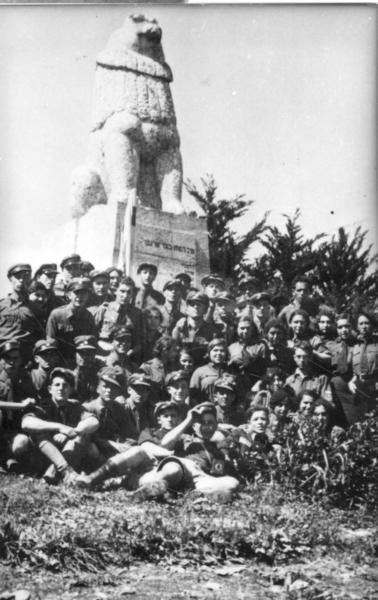
Skupina členů Bejtaru před pomníkem Josefa Trumpeldora v Tel Chaj, cca 40. léta 20. stol.

Betar (hebrejsky בית״ר‎, akronym ברית יוסף תרומפלדור‎, Brit Josef Trumpeldor, tj. Svaz Josefa Trumpeldora) je revizionisticko sionistické mládežnické hnutí, založené v roce 1923 v lotyšské Rize Aronem Propesem. V odborné literatuře je často uváděn jako iniciátor organizace Vladimír Žabotinský, ale ve skutečnosti to byl Aharon Cvi Propes, kdo inicioval založení Betaru. Členové Betaru hráli významnou roli v boji proti Britům za dob mandátní Palestiny a při založení Izraele. Hnutí je tradičně spojováno s někdejší politickou stranou Cherut a současným Likudem. Většina ideologie Betaru je obsažena v básni Šir Betar, kterou Žabotinský napsal v roce 1932 v Paříži.
Hnutí Betar ve spolupráci s revizionistickou stranou Cherut zakládalo též vesnice řazené do skupiny Miškej Cherut Betar.
Členy Bejtaru byli v mládí také někdejší premiéři Izraele Jicchak Šamir, Menachem Begin a Ehud Olmert, ale také další politici Cherutu a Likudu. Mezi nimi například: bývalý ministr obrany a ministr zahraničních věcí Moše Arens, bývalá ministryně Cipi Livniová, ministr a diplomat Danny Danon nebo poslanec Jo'el Chason.

## Historie
Bejtar založil Vladimír Žabotinský na setkání židovské mládeže v lotyšské Rize v roce 1923, které organizoval Aron Propes. Žabotinský zde hovořil o zkušenosti se střety s Araby při zakládání osad v Galileji. Zejména mluvil o zkušenosti z tzv. bitvy o Tel Chaj, která se odehrála v roce 1920. Do té se zapojil Josef Trumpeldor, který v bitvě padl. V bitvě se osadníci střetli s beduíny, kteří během probíhající francouzsko-syrské války hledali francouzské vojáky. Židovští osadníci je ovšem nechtěli do osady vpustit, protože v konfliktu zastávali neutralitu. Žabotinský tvrdil, že takové útoky budou pokračovat a že pro židy v Palestině bude bezpečno pouze, pokud vybudují stát na celém biblickém území (tj. na celé Palestině a v části Jordánska). Svou představu zhmotnil v ideologii revizionistického sionismu. Hnutí Bejtar mělo vychovat novou generaci indoktrinovaných mladých židů, kteří již budou zastávat jeho nacionalistické postoje a současně budou fyzicky trénovaní pro případ bojů. Žabotinský byl na prvním světovém sněmu konaném v Gdaňsku v roce 1931 zvolen předsedou Bejtaru.
Vzorem Bejtaru se stal právě Josef Trumpeldor, jehož odkaz Žabotinský využil pro budování národního cítění při ozbrojeném boji. Jeho smrt byla rámována jako oběť pro budoucí budování samostatného židovského státu. I mladí členové Bejtaru tak měli být připraveni obětovat své životy pro boj za vlast.

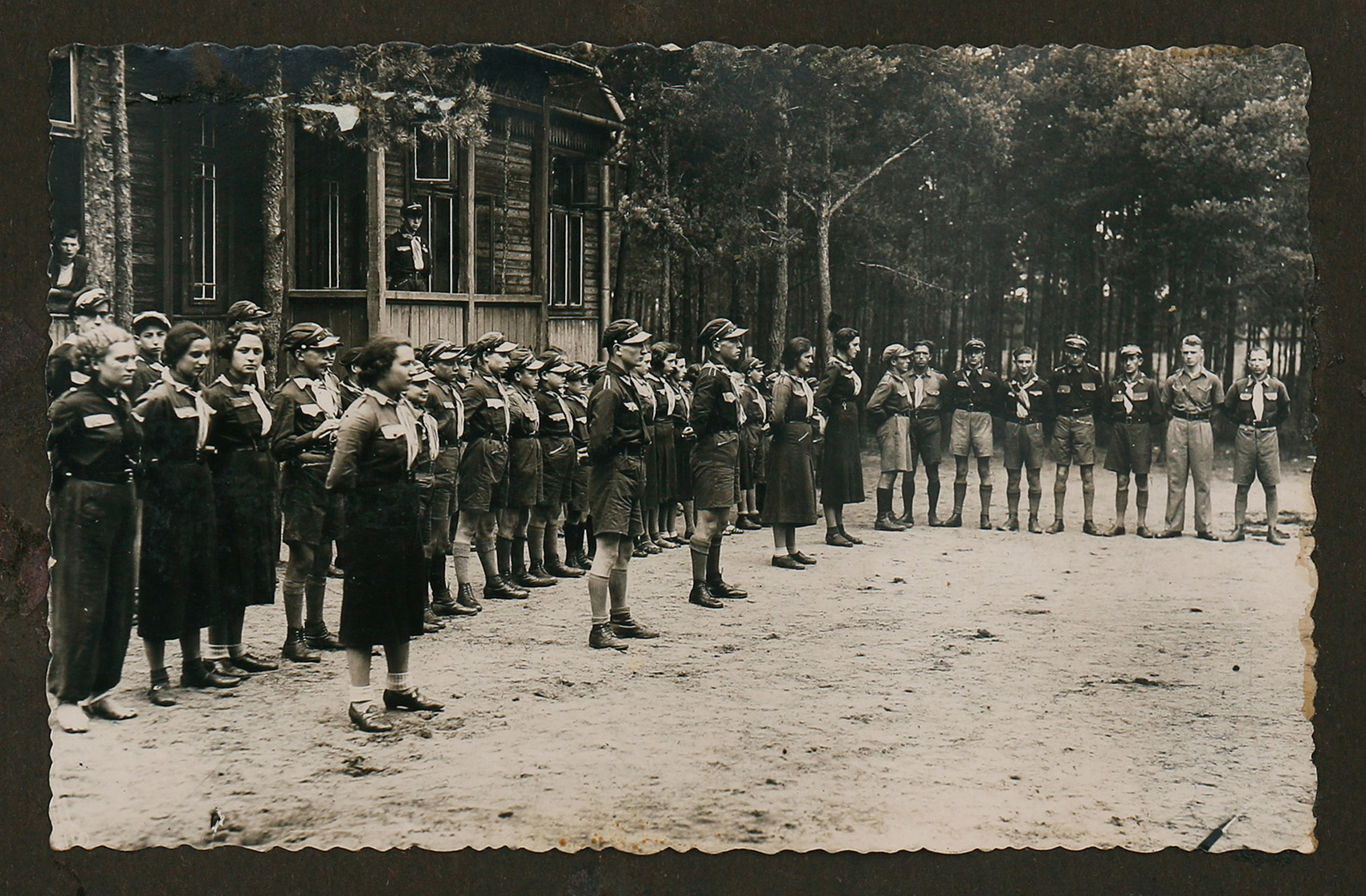
Členové Bejtaru na letním táboře v polském Zakopané, 1935

Bejtar si vcelku rychle získal řadu příznivců v Palestině, Polsku, Litvě, Lotyšsku, Československu, Rakousku a v Německu. Největší úspěch hnutí zaznamenalo v Polsku, kde v té době žila početná komunita židů. V roce 1934 bylo 40000 ze 70000 členů Bejtaru Poláky. Mezi běžné aktivity členů Bejtaru v Polsku patřily vojenský výcvik a pravidelná cvičení, procvičování hebrejštiny a učení se angličtiny. Členové hnutí také pomáhali bránit své komunity před antisemitismem. Mezi lety 1937 a 1944, kdy Brtiové omezili imigraci do mandátní Palestiny, se členové Bejtaru podíleli na nelegálním převozu židů na toto území.

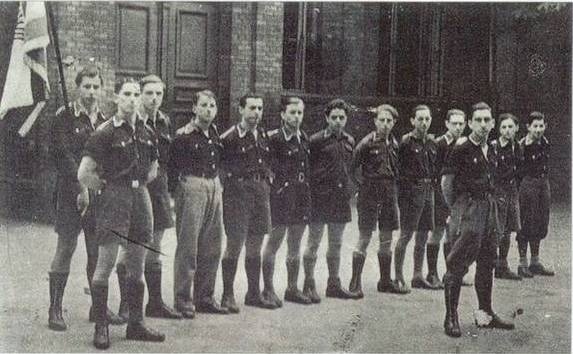
Skupina členů Bejtaru v Berlíně, 1936

Během druhé světové války členové Bejtaru pomáhali založit polský Židovský vojenský svaz. Ten se například zapojil do povstání ve varšavském ghettu v roce 1943. Velitel Židovské bojové organizace Mordechaj Anielewicz také získal svůj výcvik v Bejtaru. Z hnutí ale vystoupil v roce 1938, aby vstoupil do jiného mládežnického židovského hnutí Ha-Šomer ha-ca'ir. To bylo oproti Bejtaru levicově orientované. Většina polských členů Bejtaru ale byla postupně pozabíjena nacisty stejně jako tamní židovská komunita. V Litvě se členové Bejtaru pod velením Josefa Glazmana spojili s litevskými partyzány. V jiných zemích měli ovšem partyzáni bojující s nacisty problém i s Bejtarem a do svých řad je nepřijímali. 
V roce 1938 se velitelem Bejtaru stal příslušník Irgunu David Razi'el. Hnutí v té době navázala úzkou spolupráci. Razi'el padl v roce 1941. V Palestině, během třicátých a čtyřicátých let, obě hnutí spolu prováděly útoky a sabotáže proti Arabům a Britům. Zatímco spolupráce Bejtaru a Irgunu rostla, naopak v oficiálních židovských jednotkách Hagana nebyli téměř žádní příslušníci Bejtaru.
Od sedmdesátých let počet členů hnutí klesá. Členové stále propagují revizionistický sionismus a jsou aktivní na světových univerzitách. Celosvětově mělo hnutí na začátku 21. století kolem dvaceti tisíc členů.

## Sportovní oddíly
Existuje celá řada sportovních oddílů Bejtaru. Mezi nejvýznačnější patří: Bejtar Jeruzalém FC, Bejtar Tel Aviv FC, Bejtar Ramat Gan FC nebo Bejtar Jeruzalém BC.